# Verbond der Vlaamse Tandartsen
Het Verbond der Vlaamse Tandartsen, kortweg VVT, is een beroepsvereniging voor tandartsen in Vlaanderen. Ze kwam tot stand op 1 januari 1987 door een samensmelting van verschillende tandartsenverenigingen, namelijk de Vlaamse Tandartsenvereniging (VTV) en de Vlaamse Wetenschappelijke Vereniging (VWT). Het VVT is actief op zowel wetenschappelijk en professioneel gebied en telt ongeveer driekwart van de actieve tandartsen uit Vlaanderen als lid. Via projecten als glimlachen.be of tandarts.be, sensibiliseert het VVT ook kinderen, ouders, leerkrachten en zorgverleners in Vlaanderen en Brussel over het belang van mondgezondheid. Het VVT bestaat uit 18 verschillende lokale afdelingen (studieclubs), 5 provinciale raden en drie centrale organen, en telt verschillende commissies en werkgroepen:
- NiVVT: Het Nascholingsinstituut Verbond der Vlaamse Tandartsen is de wetenschappelijke cel, die jaarlijks nascholing, bijscholing en opleiding inricht voor de afgestudeerde practici.
- Vlaamse Werkgroep voor Gezonde Tanden: De Vlaamse Werkgroep voor Gezonde Tanden (VWGT) is de werkgroep die zich inzet voor mondgezondheidspromotie en tandheelkundige preventie in de Vlaamse Gemeenschap.
- Werkgroep Tandheelkundige Zorg voor mensen met Bijzondere Noden (WTB): WTB focust zich op mensen met een beperking en op patiënten die een speciale aanpak vereisen of bijzondere noden hebben, zoals angstige patiënten, ouderen of dementerenden.
- De Commissie Communicatie: is bevoegd voor alle communicatie naar leden, niet-leden, publiek, patiënten, pers en overheid. Het wetenschappelijke en professionele maandblad vvtmagazine valt onder de bevoegdheid van deze commissie.
- De ethische commissie: waakt over het naleven van de deontologische code.